# Distrito de Zepita
El distrito de Zepita es uno de los 7 que conforman la provincia de Chucuito, ubicada en el departamento de Puno, en el sudeste Perú, bajo la administración del Gobierno regional de Puno.
Desde el punto de vista jerárquico de la Iglesia católica forma parte de la prelatura de Juli en la Arquidiócesis de Arequipa.

## Historia
El distrito de zepita fue creado en los años de la Independencia del Perú (1821).

## Geografía

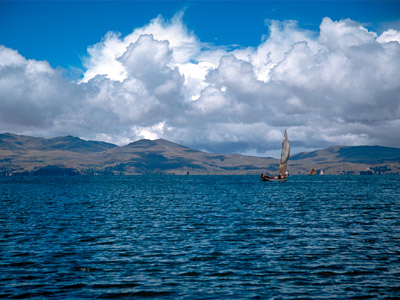
Lago Titicaca.

Distrito situado en el extremo oriental,  ribereño del lago Titicaca, en su lago más pequeño llamado Menor o Huiñamarca y fronterizo con Bolivia.
Limita por el norte con el Pomata y con la vecina provincia de Yunguyo, distritos de Yunguyo y de Copani; al sur con los distritos de Kelluyo y de Desaguadero; y al oeste con el de Huacullani.
La Provincia de Zepita abarca una extensión territorial de 546,57 km², lo que representa el 0,76% de la superficie departamental, y una superficie de 130 km² aproximadamente de espejo de agua en el Lago Titicaca. Límites Los límites del distrito de Zepita son: por el Norte con la Provincia de Yunguyo más directamente con el Distrito de Copani, y con el distrito de Pomata, por el Sur con los Distritos de Desaguadero y Kelluyo, por el Este con el Lago Titicaca que pertenece a la República de Bolivia y por el Oeste con el Distrito de Huacullani. Vías de acceso y tiempo de llegada a la capital del distrito
Carretera asfaltada Puno- Desaguadero : 138 km. Tiempo 2 horas
Carretera afirmada Kelluyo-Zepita : 24 km. Tiempo 30 minutos.
Como cualquier espacio geográfico y agroecológico cuenta con restricciones y potencialidades climatológicas. Su mayor riqueza y potencialidad son sus recursos naturales y culturales en folklore, artesanía, costumbres, tradiciones ancestrales, que le dan una gran fortaleza de viabilidad turística de ecoturismo, turismo vivencial y turismo de aventura, turismo arqueológico, turismo participativo en sus diferentes comunidades.

## Capital
La capital del distrito es la ciudad de Zepita, ubicada sobre los 3 831 m s. n. m.

## Demografía
La población estimada en el año 2000 es de 20 113.

## Lugares Turísticos
1. Monumento Arqueológico de Tanka Tanka
2. Templo San Pedro y San Pablo (1545)
3. Templo San Sebastián (1542)

## Autoridades

### Municipales
- 2019 - 2022[3]
  - Alcalde: Hugo Gildres Miranda Monasterio, de Democracia Directa.
  - Regidores:

  1. Elías Calderón Mamani (Democracia Directa)
  2. Antonio Larico Flores (Democracia Directa)
  3. Néstor Ramos Flores (Democracia Directa)
  4. Crescencia Acero Mamani (Democracia Directa)
  5. Marciano Víctor Condori Chura (Gestionando Obras y Oportunidades con Liderazgo)

## Festividades
- Junio:
  - San Pedro y San Pablo
- Julio:
  - Virgen del Carmen
- Agosto:
  - Santiago
- Septiembre: 
  - Virgen de la Merced
  - Virgen de la Natividad